# Serie Master
Serie Master – najwyższa klasa drużynowych rozgrywek szachowych we Włoszech, organizowana od 1959 roku, wówczas jako Serie A. Zwycięzca ligi zostaje mistrzem kraju. 

## Historia
Pierwsza edycja ligi odbyła się w 1959 roku w Lerici, a mistrzem został AS Roma. W 1960 roku w hierarchii klubowej zainaugurowano rozgrywki Serie B, a rok później – Serie C. W sezonach 1986/1987, 1988/1989 i 1990/1991 mistrz Włoch był wyłaniany na podstawie wyników uzyskanych w Pucharze Włoch. W 1994 roku liga zmieniła nazwę na Serie A1. Obecną nazwę otrzymała w 2005 roku.

## Medaliści
| Sezon     | 1. miejsce                    | 2. miejsce                     | 3. miejsce                       |
| --------- | ----------------------------- | ------------------------------ | -------------------------------- |
| 1959      | AS Roma                       | AS Napoli                      | CSG Luigi Centurini              |
| 1960      | AS Napoli                     | DD Comunali Roma               | SS Triestina                     |
| 1961      | SS Milanese                   | DD Comunali Roma               | Dal Verme Rzym                   |
| 1962      | DD Comunali Roma              | SS Milanese Ferrovieri Pisa    |                                  |
| 1963      | DD Comunali Roma              | AS Napoli                      | Fenarete Mediolan                |
| 1964      | DD Comunali Roma              | Amatori Genoa                  | Fenarete Mediolan                |
| 1966      | DD Comunali Roma              | AS Napoli                      | SS Triestina CSG Luigi Centurini |
| 1967      | SS Triestina                  | SS Milanese                    | Fenarete Mediolan                |
| 1969      | CSG Luigi Centurini           | SS Milanese                    | DD Comunali Roma                 |
| 1970      | CSG Luigi Centurini           | SS Milanese                    | CS Vicentino                     |
| 1971      | DD Comunali Roma              | CS Salvioli Venezia            | CSG Luigi Centurini              |
| 1972      | CS Bolognese                  | SS Milanese                    | CSG Luigi Centurini              |
| 1973      | AS Roma                       | SS Milanese                    | CS Bolognese                     |
| 1974      | GS Banco di Roma              | CS Bolognese                   | Ferrovieri Pisa                  |
| 1975      | AS Reggiana                   | AS Roma                        | GS Banco di Roma                 |
| 1976      | GS Banco di Roma              | CSG Luigi Centurini            | CS Bolognese                     |
| 1977      | GS Banco di Roma              | CS Bolognese                   | SS Milanese                      |
| 1979      | GS Banco di Roma              | AS Napoli                      | SS Milanese                      |
| 1982      | SS Milanese                   | GS Banco di Roma               | AS Napoli                        |
| 1983      | GS Banco di Roma              | SS Milanese                    | SS Torinese                      |
| 1986      | GS Cavit Trento               | GS Banco di Roma               |                                  |
| 1986/1987 | SS Torinese                   | CS Padova                      |                                  |
| 1988/1989 | ARS Roma                      | CS Padova                      |                                  |
| 1990/1991 | CSG Luigi Centurini           | AS Barese                      |                                  |
| 1993      | CS Marostica                  | ARS Microcomputer Roma         |                                  |
| 1994      | ARS Microcomputer Roma        | CS Marostica                   | CSG Luigi Centurini              |
| 1995      | ARS Microcomputer Roma        |                                |                                  |
| 1996      | CS Averno Ftk Serapide Napoli | CS VIMAR Marostica             | ARS Microcomputer Roma           |
| 1997      | CS VIMAR Marostica            | CS Surya Montecatini Terme     | CS Averno Ftk Serapide Napoli    |
| 1998      | CS Surya Montecatini Terme    | CS VIMAR Marostica             | SS Torinese                      |
| 1999      | CS Surya Montecatini Terme    | Studio Alfa Reggio Emilia      | SSE Canal Cocquio                |
| 2000      | Ippogrifo Reggio Emilia       | CS VIMAR Marostica             | CS Averno Napoli                 |
| 2001      | CS VIMAR Marostica            | CS Surya Montecatini           | La Zisa Palermo                  |
| 2002      | CS VIMAR Marostica            | CS Surya Montecatini           | La Zisa Palermo                  |
| 2003      | CS VIMAR Marostica            | La Zisa Palermo                | AS Potenza                       |
| 2004      | CS VIMAR Marostica            | ADS Vestina Penne              | La Zisa Palermo                  |
| 2005      | CS VIMAR Marostica            | Obiettivo Risarcimento Padova  | Hotel Selide Desio               |
| 2006      | Obiettivo Risarcimento Padova | CS VIMAR Marostica             | ADS Vestina Penne                |
| 2007      | CS VIMAR Marostica            | Il Massimo Palermo             | Mens Sana 1871                   |
| 2008      | CS R. Fischer Chieti          | Salentina Confindustria Lecce  | CS VIMAR Marostica               |
| 2009      | Obiettivo Risarcimento Padova | CS Pesaro                      | La Zisa Palermo                  |
| 2010      | Obiettivo Risarcimento Padova | CS Scavolini Punto Esclamativo | CS R. Fischer Chieti             |
| 2011      | CS Scavolini-Siviglia Pesaro  | Obiettivo Risarcimento Padova  | Libertas Nereto                  |
| 2012      | Obiettivo Risarcimento Padova | CS Scavolini Datagest Pesaro   | CS R. Fischer Chieti             |
| 2013      | Obiettivo Risarcimento Padova | ASI Bologna                    | PortLab Club 64 Modena           |
| 2014      | Obiettivo Risarcimento Padova | CS R. Fischer Chieti           | Libertas Nereto                  |
| 2015      | Obiettivo Risarcimento Padova | WorldTradingLab Club 64 Modena | CS R. Fischer Chieti             |
| 2016      | CS R. Fischer Chieti          | Obiettivo Risarcimento Padova  | WorldTradingLab Club 64 Modena   |
| 2017      | Obiettivo Risarcimento Padova | CS R. Fischer Chieti           | Montebelluna Pro                 |
| 2018      | Obiettivo Risarcimento Padova | CS R. Fischer Chieti           | Scacchistica Partenopea          |
| 2019      | Obiettivo Risarcimento Padova | CS R. Fischer Chieti           | WorldTradingLab Club 64 Modena   |
| 2021      | Obiettivo Risarcimento Padova | WorldTradingLab Club 64 Modena | CS R. Fischer Chieti             |
| 2022      | Obiettivo Risarcimento Padova | WorldTradingLab Club 64 Modena | Scacchistica Partenopea          |
| 2023      | Obiettivo Risarcimento Padova | WorldTradingLab Club 64 Modena | Arrocco Chess Club               |
| 2024      | Obiettivo Risarcimento Padova | ASD Pedone Isolano             | WorldTradingLab Club 64 Modena   |
| 2025      | Lazio Scacchi                 | Nastrotex Cufra Partenopea     | Arzachess Costa Smeralda         |